# Gjern Kommune
| Strukturdaten       | Strukturdaten     |
| ------------------- | ----------------- |
| Sitz der Verwaltung | Gjern             |
| Fläche              | 143,77 km²        |
| Einwohner           | 7.962 (2003)      |
| Kommune seit 2007   | Silkeborg Kommune |

Gjern Kommune war bis Dezember 2006 eine dänische Kommune im damaligen Århus Amt im Osten Jütlands. Seit Januar 2007 ist sie zusammen mit der “alten” Silkeborg Kommune, der Them Kommune und der Kjellerup Kommune Teil der neuen Silkeborg Kommune.
Gjern Kommune entstand im Zuge der dänischen Verwaltungsreform von 1970 und umfasste folgende Sogn:
- Dallerup Sogn
- Gjern Sogn
- Skannerup Sogn
- Skorup Sogn
- Svostrup Sogn
- Tvilum Sogn
- Voel Sogn